# Polentesia da Polenta
Polentesia da Polenta (Ravenna, ... – XV secolo) è stata una nobile italiana.

## Biografia
Era figlia di Guido Novello da Polenta, signore di Ravenna e di Caterina Malabocca di Bagnacavallo.
Sposò il condottiero Malatestino Novello Malatesta, figlio di Ferrantino, e non esitò a prendere le armi quando il marito, il 9 luglio 1326, venne tradito dal cugino Ramberto I Malatesta, desideroso di conquistare Rimini, e rinchuso nel castello di Sant'Arcangelo. Polentesia si mise alla testa di un gruppo di donne che si mosse in Rimini chiedendo la liberazione di Malatestino. Posò le armi e si ritirò quando pervenne la falsa notizia dell'uccisione del marito.

## Discendenza
Polentesia e Malatestino ebbero una figlia, Anna, che sposò Ubertino da Carrara, signore di Padova.